# Lac de Zoug
Pour les articles homonymes, voir Zoug (homonymie).
Le lac de Zoug (Zugersee en allemand) est un lac en Suisse, entre la limite des Alpes et le nord du lac des Quatre-Cantons. 

## Géographie

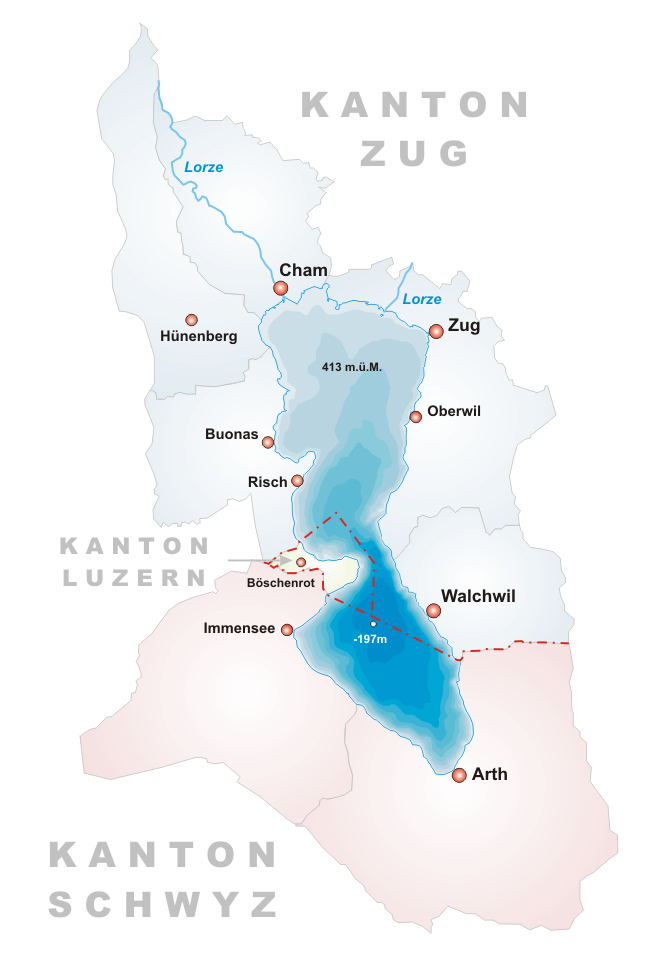
Lac de Zoug.

Le lac de Zoug s'étire sur trois cantons : le canton de Zoug occupant la plus grande partie du lac ; le canton de Schwytz occupant la partie sud et le canton de Lucerne qui en occupe une petite partie.
Il s'étire sur une superficie de 38 km2. Il a une profondeur moyenne de 83 m et sa profondeur maximale est de 200 mètres et il se situe à une altitude de 417 mètres. 
La ville de Zoug se trouve sur les rives du lac.
La Ville d'Arth est située à l'autre extrémité au sud dans la vallée entre le Rigi et le Rossberg. 

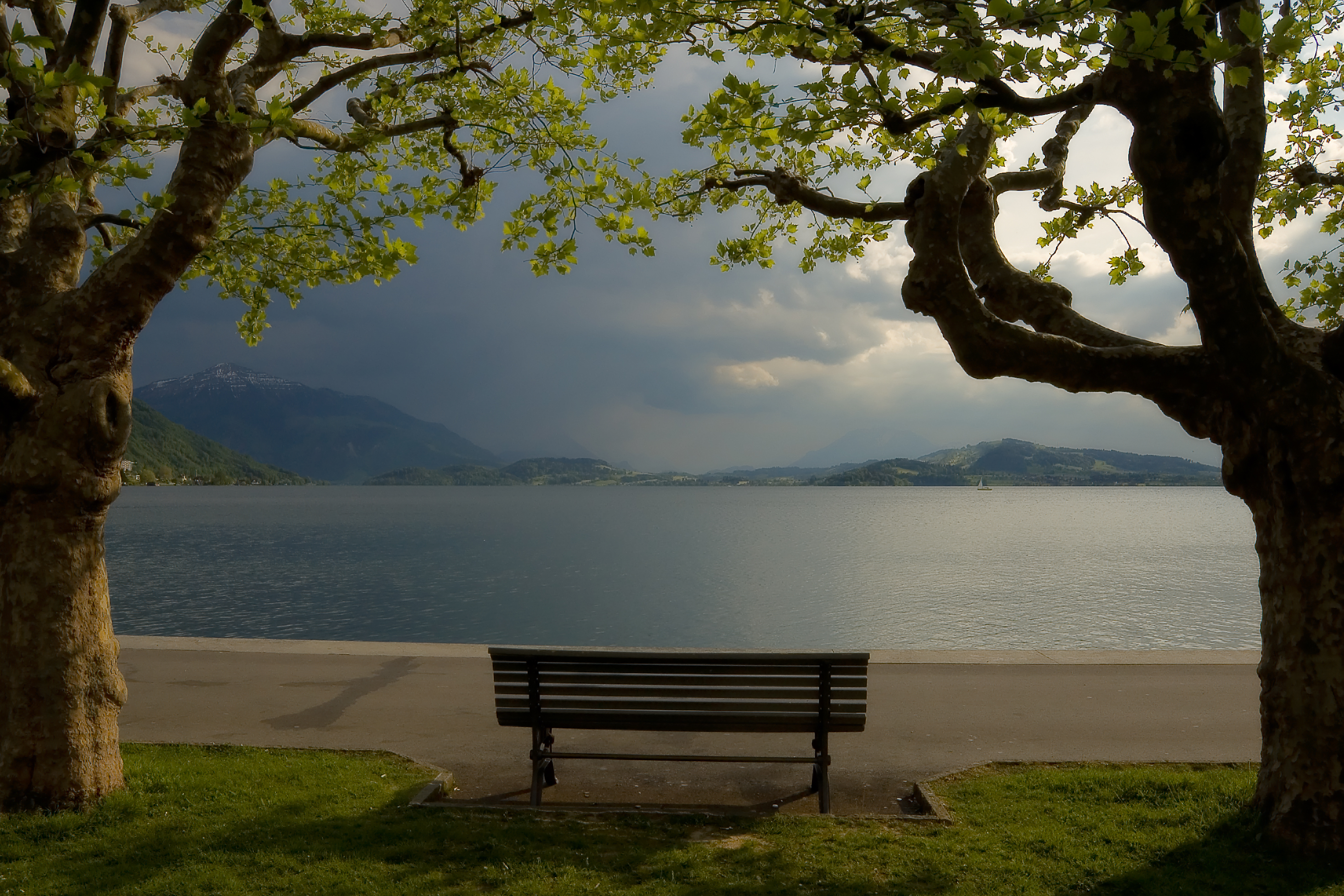
Le lac de Zoug et le Rigi à l'arrière-plan.
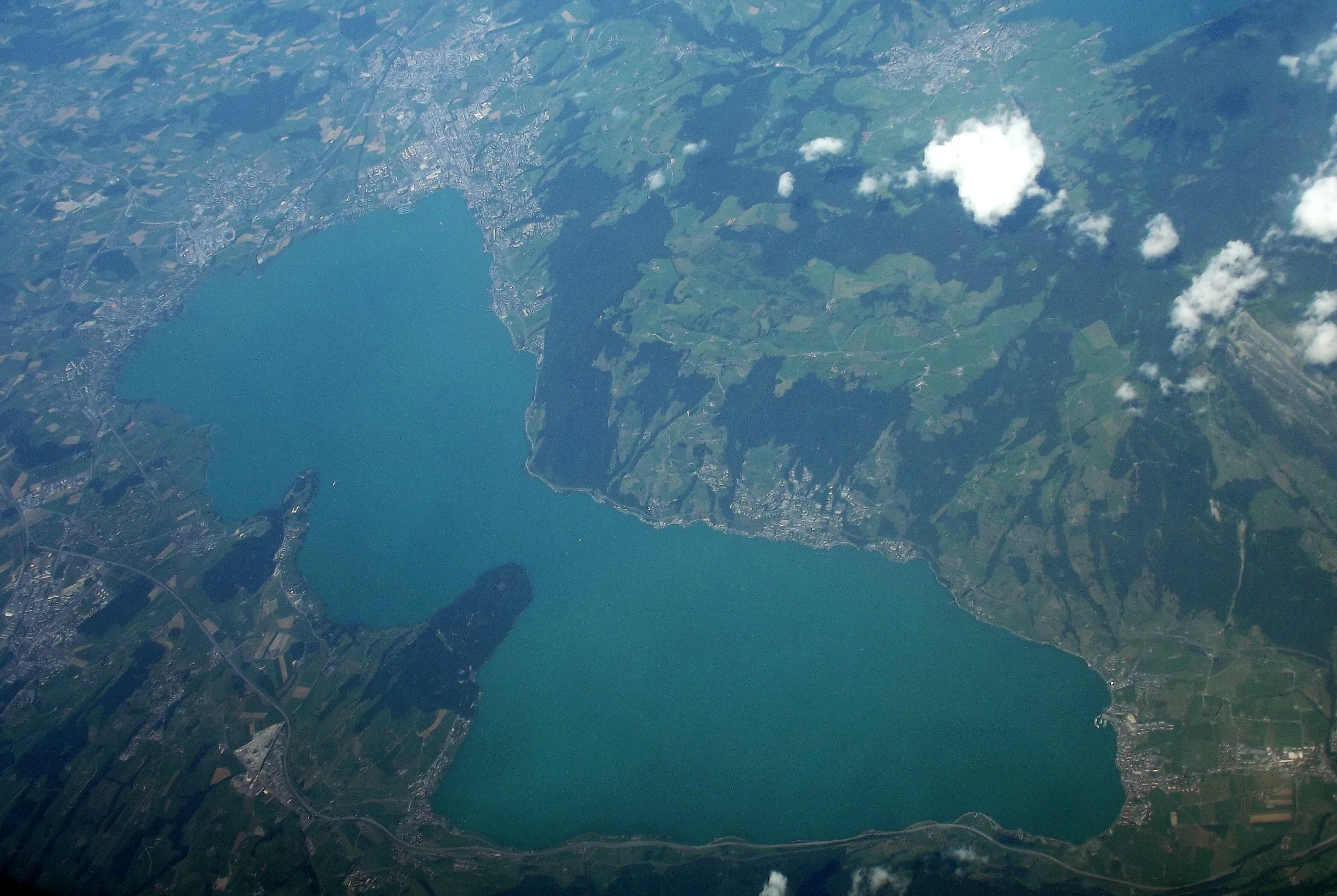
Vue aérienne.

## Histoire
Le peintre de paysage anglais William Turner en 1842-1843, a représenté le village d'Arth vu de l'autre côté du lac dans une aquarelle conservée à la Tate Britain à Londres. Le seul bâtiment clairement distingué est l'église paroissiale du XVIIe siècle des Saints Georges-et-Zenon, qui s'élève du bord du lac.

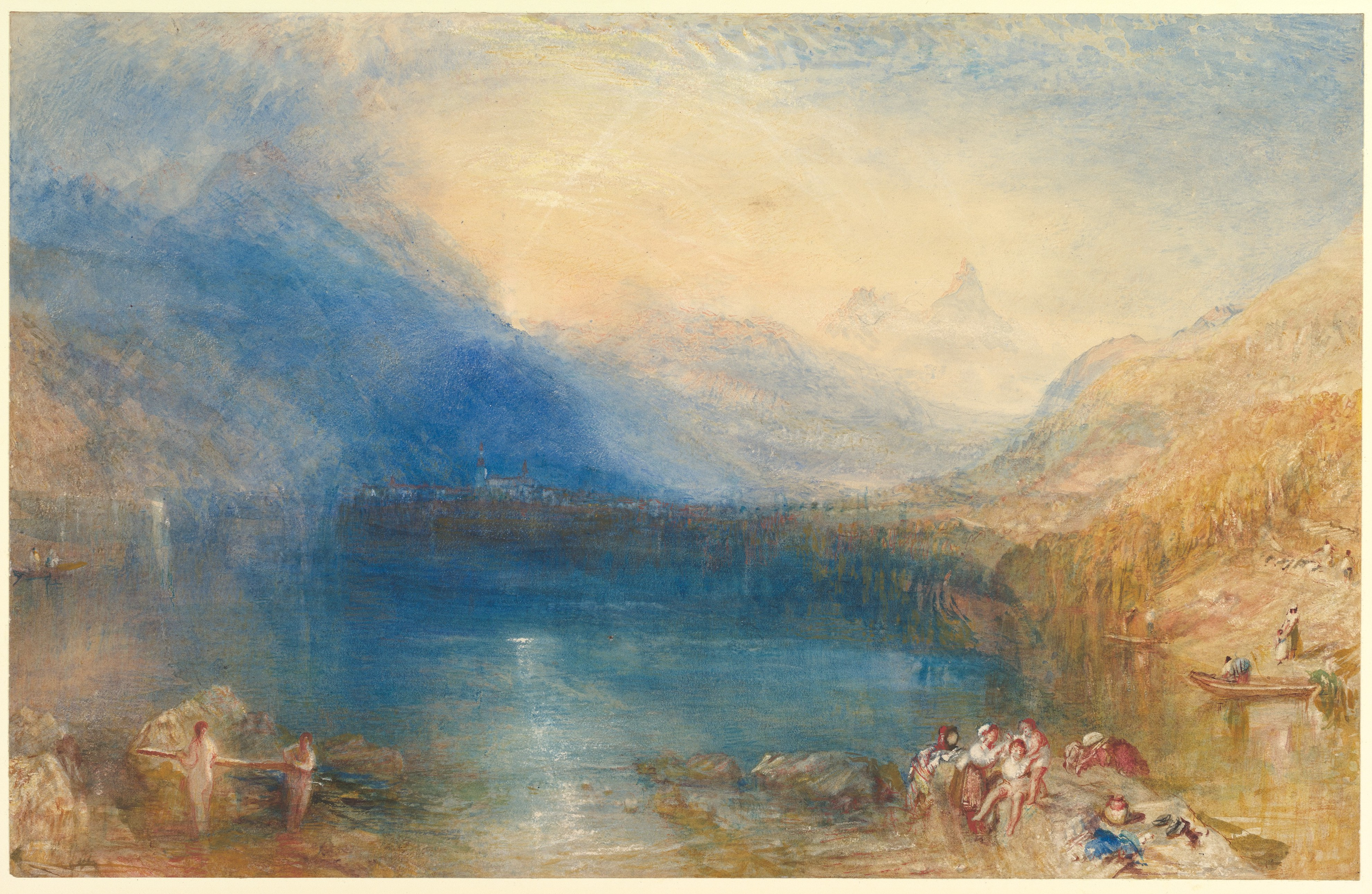
Le Lac de Zoug
William Turner, 1843
Metropolitan Museum, New York.

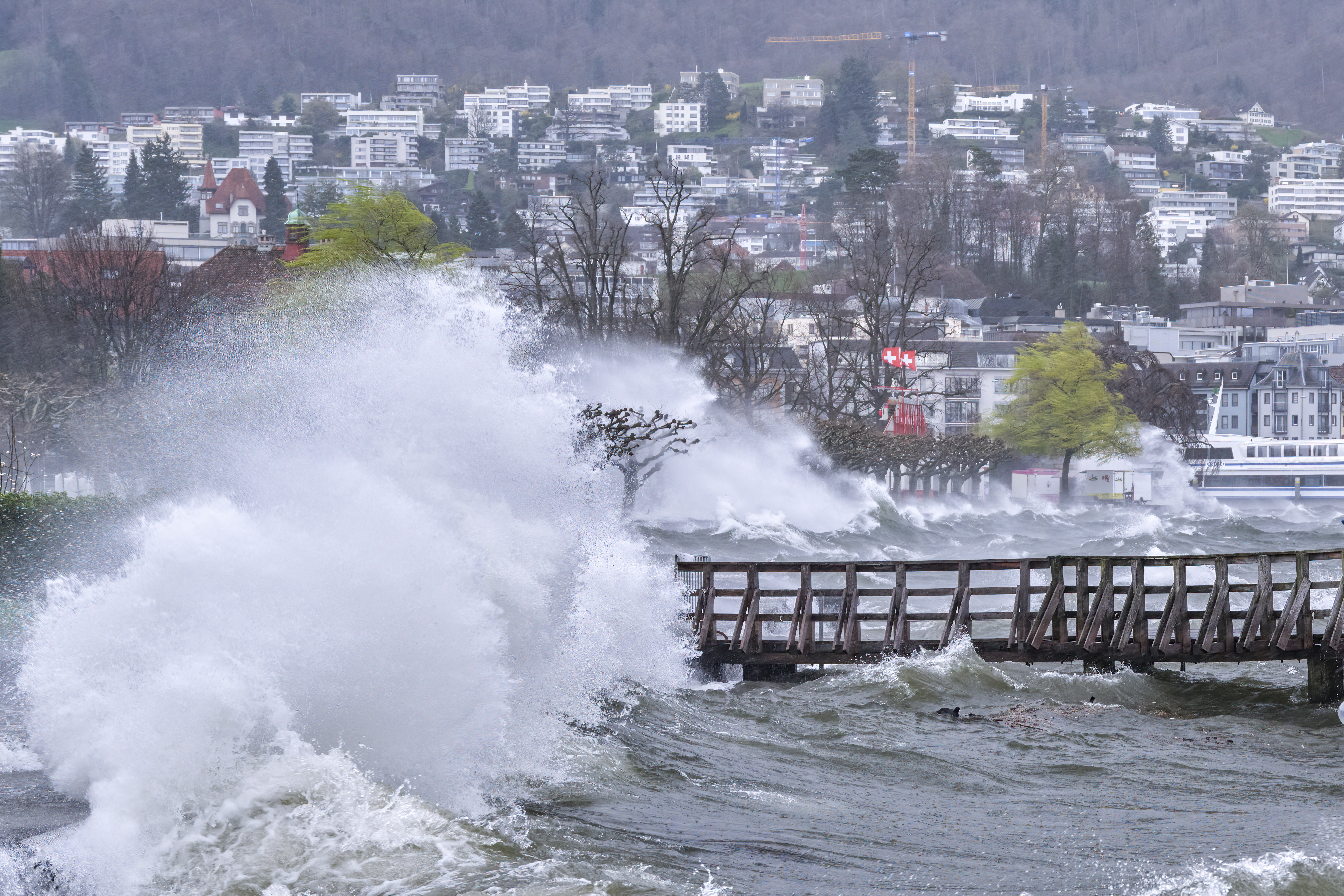
La tempête Mathis sur le lac de Zoug. Mars 2023.

De retour de son long séjour dans les Alpes suisses, il a sollicité des clients pour que de grandes aquarelles soient basées sur ses croquis du voyage. Le Lac de Zoug a été commandée par Hugh Andrew Johnstone Munro de Novar en 1843, et a ensuite appartenu à John Ruskin. Le soleil se lève entre les montagnes Rossberg et Mythen derrière la ville d'Arth.
Un effondrement de terrain se produisit à Zoug le 5 juillet 1887 et précipita une partie des berges et les habitations qui s'y trouvaient au fond du lac. Cette catastrophe fit une quinzaine de victimes et détruisit plusieurs dizaines de maisons. À la suite de cet événement, le lieu a été renommé Katastrophenbucht, la baie de la catastrophe.

## Environnement
À cause de l'impact de l'agriculture (pesticides, nitrates, phosphates) mais aussi de l'érosion (entraînant un ruissellement responsable d'une augmentation de la turbidité des cours d'eau), le lac de Zoug est victime d'une eutrophisation et pollution qui le font considérer comme l'un des moins propres de Suisse.
Cependant, des mesures de sauvetage ont été prises au début des années 1980, et le taux de phosphate dans le lac a été divisé par deux en 30 ans (de 220 µg/l en 1977 à 110 µg/l en 2001).
De nombreux poissons sont pêchés dans le lac, qui se distingue par la présence d’une espèce endémique de truite (Salmo salvelinus, appelée localement Rolheli).